# ハリケーン・カタリーナ
ハリケーン・カタリーナ（ポルトガル語：Furacão Catarina、英語：Hurricane Catarina）は、2004年3月にブラジル沖の南大西洋で発生し、ブラジルに接近して被害をもたらしたハリケーン。最盛期にはサファ・シンプソン・ハリケーン・スケールでカテゴリー2にまで発達した。

## 概要

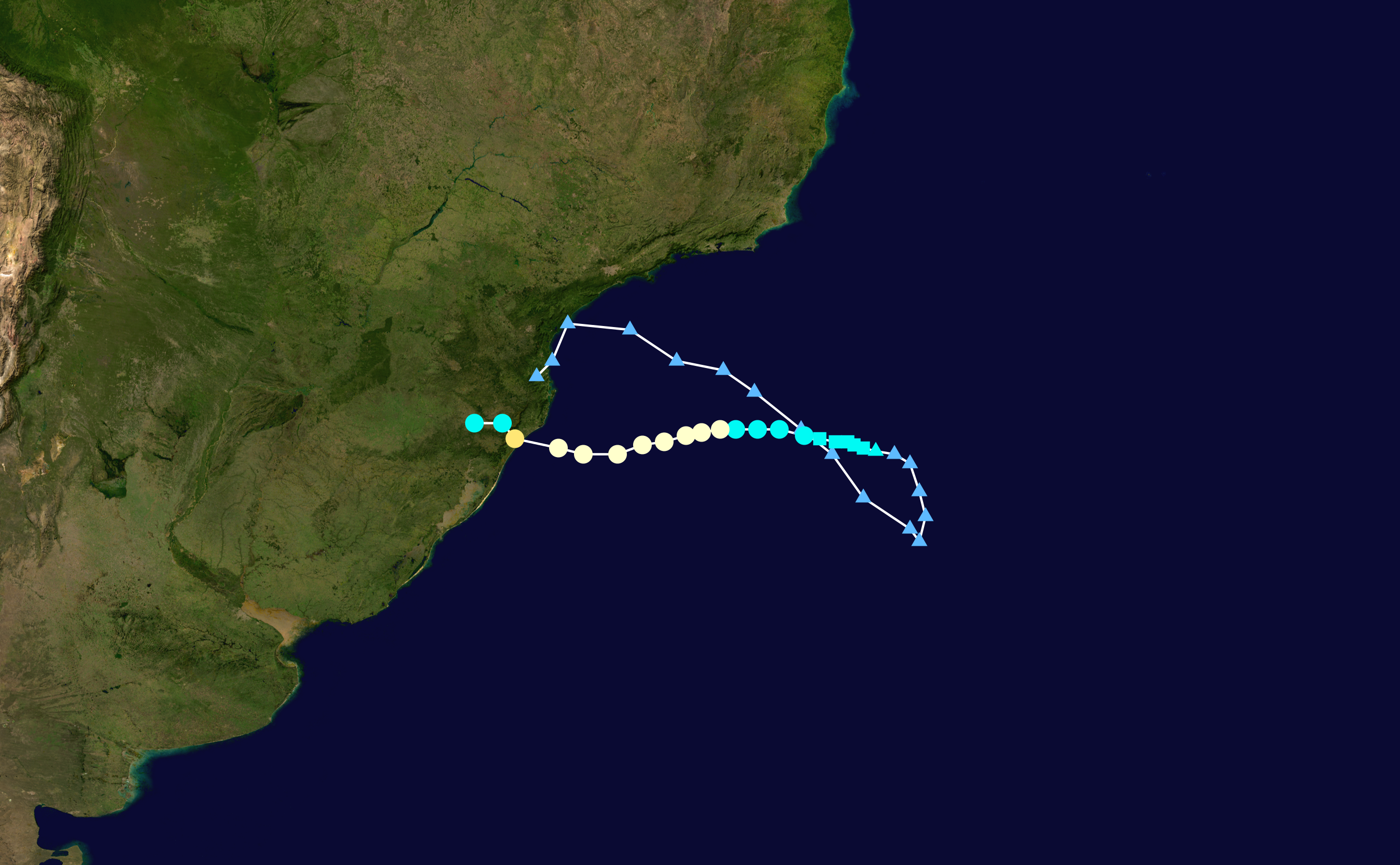
カタリーナの進路

2004年3月12日、ブラジルの南東沖の大西洋に、寒冷前線に伴った気圧の谷が発生した。19日には前線上に低気圧が発生して南東に移動し始め、22日には南東にあった気圧の尾根に押されて停滞する。24日には、低気圧は発達しながら形を熱帯低気圧のように変え始めた。この付近では、上空の風がかなり強まっていたこと、海水温が24～26℃と暖かかったことで、熱帯低気圧が発生する条件が整っていた。西北西に移動しながら発達し、25日にはフロリアノポリスの東南東630マイル(1010km)付近でトロピカル・ストーム強度に達した。低気圧はコンパクトに発達しながら西に移動し、26日にはハリケーンの強度に達した。
地元新聞は"Furacao amenazando Catarina（ハリケーン、カタリーナ（サンタカタリーナ州のこと）に迫る）"と報道、これをきっかけに低気圧は"Catarina（カタリーナ）"と呼ばれ始める。28日には100マイル毎時とカテゴリー2相当に発達、風速は推定で110マイル毎時(時速180km)に達した。低気圧は勢力を保ったままカテゴリー2で、リオグランデ・ド・スル州南端の町Torresに上陸、その後急速に衰えた。

## 名称
低気圧は形状や進路、上陸後に衰えることなどが熱帯低気圧に非常に類似しており、ブラジルの気象学者は低気圧を「カタリーナ」と命名するなどしていたが、同国政府の気象担当者は当初それを熱帯低気圧とは認めなかった。それから1年以上経って、カタリーナは熱帯低気圧として分類された。
この低気圧について知った北アメリカの気象学者は、この地域でこういう気象現象が発生したことに驚きながらも、気象衛星の画像から、厚い雲で覆われた目、周りを取り巻くスパイラル・バンド、暖かい水温、暖気で構成されていることなど、気象学的にも熱帯低気圧の特徴を示していることを確認した。アメリカ国立ハリケーンセンター(NHC)も、この低気圧はハリケーンであるとの見解を示した。
ただ、「カタリーナ」という名称は慣例的なもので、世界気象機関による国際委員会が認定した名称ではなく、「非公式」な名称である。あまり使用されていない名称として、「Aldonça」というものもある。また、イギリス気象庁の発表名では"01T-ALPHA"、アメリカ国立ハリケーンセンターの発表名では"50L-NONAME"という呼称が使用された。
南大西洋では、最大風速17.2m/s(34ノット)以上の強さの熱帯低気圧（世界気象機関の定義でのトロピカル・ストーム）について、ここの熱帯低気圧の命名や海域別の呼称が定められていない。

## 珍しい現象

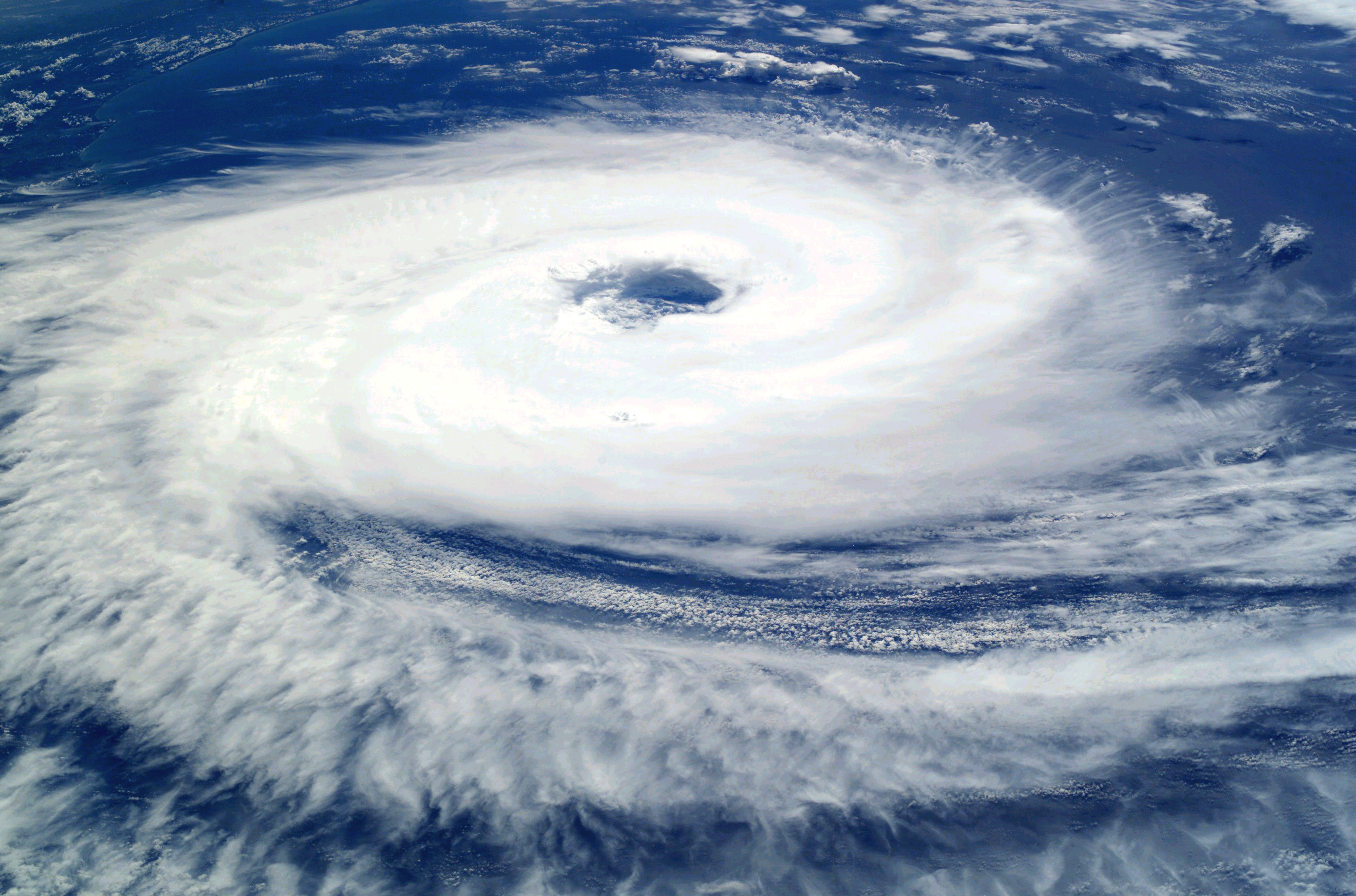
国際宇宙ステーションから撮影したカタリーナ

熱帯低気圧は一般的に、熱帯収束帯の両側の低緯度地域のうち、強い上昇気流が発生する水温が高い地域で発生するため、熱帯収束帯や水温が低い地域では発生しない。しかし、好条件が整えば発生することがあり、過去には1991年にアンゴラ沖で発生例があった。カタリーナの場合、水温は熱帯低気圧の発生に必要だとされる26.5℃に近い温度であり、強い気流を起こす十分な傾圧があったため、好条件が整っていた。南大西洋で熱帯低気圧の発生例がないといっても、気象衛星によりこの地域がカバーされたのは1970年代で、これ以前の観測では十分なデータが得られないため、1970年代以前には発生していた可能性もある。
いずれにせよ、この海域での熱帯低気圧の発生は珍しい現象であることに変わりはなく、気候変動や地球温暖化との関連、あるいは南極振動(AAO)などの南半球での季節的な気候変化（テレコネクション）の影響などが、研究者間やメディアにおいて取り上げられたものの、まだ研究途上にある。
ただし、カタリーナの場合、中心部の温度が周辺部よりも低いこと、雲の上部と下部で回転方向が同じことなど、熱帯低気圧というよりもそのもととなる積乱雲の塊（熱帯性暴風）に近い特徴も示している。はっきりと現れた目についても、目は温帯低気圧でも発生しうることが確認されている。南大西洋においては、「熱帯低気圧」ではなく「熱帯性暴風雨」の発生は、毎年何回も確認されているため、カタリーナを熱帯性暴風雨と考えれば珍しい現象ではない。しかし、カタリーナは「熱帯低気圧」と「熱帯性暴風雨」の両方の性質を持つ「ハイブリッド型」ではないかという見方があるほか、温帯低気圧として発生したものが熱帯低気圧に変質したという見方などがある。ただ、その後の気象学会等でもカタリーナが一体何であるかは結論が出なかったという。
また、NHKスペシャルの「気候大異変」では、「地球シミュレータはカタリーナ発生の1年前に南太平洋で熱帯低気圧が発生することを予知していた可能性があった」と伝えられた。しかし、このデータは1979年～1998年の観測データを再現したシミュレーション結果であり、予測されていたわけではないとの指摘がある。

## 被害
ほかの熱帯低気圧と同様、強い雨による洪水の被害などが発生した。ブラジルの気象当局は熱帯低気圧による被害を警戒した情報などを出さなかったため、多くの住民が避難せず、被害が拡大したと考えられている。全壊1,500軒のほか40,000軒の家屋が被害を受け、バナナ農園の85%、田の40%が被害を受けた。死者は3人、負傷者は75人に達した。被害総額は3億5,000万ドルと推定されている。